# Organismo facultativo

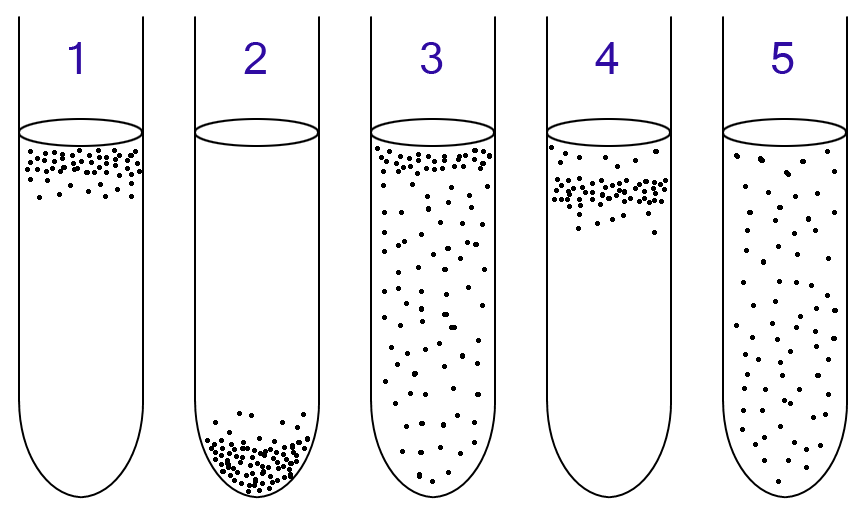
Se puede identificar el tipo de respiración de los microorganismos, mediante el tipo de crecimiento en un medio líquido de cultivo:
1. Aerobio estricto
2. Anaerobio estricto
3. Facultativo
4. Microaerófilo
5. Aerotolerante (anaerobio)

Los organismos o microorganismos facultativos son aquellos seres, generalmente bacterias, que pueden desarrollarse tanto en presencia como en ausencia de oxígeno, por lo que también se les llama anaerobios facultativos y a veces aerobios facultativos. Por lo general, pueden desarrollar un metabolismo respiratorio, usando el oxígeno presente; o fermentativo, en ausencia de oxígeno. Las bacterias anaerobias facultativas pueden obtener energía en ausencia de oxígeno, pero el oxígeno no les es tóxico. 
Las proteobacterias son uno de los principales grupos de bacterias. Incluyen una gran variedad de patógenos, las más importantes son: Escherichia, Salmonella, Vibrio, Helicobacter, Neisseria gonorrhoeae y muchos otros. Otro grupo de bacterias facultativas son de vida libre, e incluyen muchas de las bacterias responsables de la fijación del nitrógeno. El grupo se establece principalmente en términos de las secuencias de ARN, y se denominan así en honor al dios griego Proteus, el cual podía cambiar de forma, dada la gran diversidad de formas encontradas en ellas. 
Todas las proteobacterias son gramnegativas, con una pared celular formada principalmente de lipopolisacáridos, y su morfología es muy variable, desde bacilos, cocos simples hasta géneros con prosteca, y más e incluso cuerpos fructíferos. 
Muchas de estas bacterias se mueven utilizando flagelos, pero algunas lo pueden hacer por deslizamiento bacterial, por contacto con una superficie. Entre estas se encuentran las mixobacterias, un grupo único de bacterias que pueden agruparse para formar cuerpos fructíferos. 
Tienen también una gran variedad de tipos de metabolismo. La mayoría de las proteobacterias son anaeróbias, pero hay muchas excepciones. Las mitocondrias que permiten respirar a las células eucariotas se derivan de proteobacterias, probablemente similares a las rickettsias. 
La nutrición es usualmente heterótrofa, pero hay dos grupos que realizan la fotosíntesis, denominadas bacterias púrpuras. Las bacterias púrpuras del azufre usan azufre o sulfuro de hidrógeno como donante de electrones, mientras que las bacterias púrpuras no del azufre utilizan hidrógeno. Puesto que esta función no es realizada a partir del agua, como es común en plantas y cianobacterias, no se produce oxígeno.
Existe un subgrupo de bacterias, denominadas aerotolerantes como las del ácido láctico, que, aunque pueden crecer en presencia de oxígeno, no pueden utilizarlo, y obtienen energía exclusivamente por fermentación.